# Aló Presidente
Aló Presidente – wenezuelski program telewizyjny typu talk-show, którego gospodarzem był prezydent Wenezueli Hugo Chávez.
Program był emitowany przez państwową telewizję wenezuelską Venezolana de Televisión oraz przez stacje radiowe w każdą niedzielę od godziny 11 do ok. 17 (brak wyznaczonej stałej godziny zakończenia). Od 5 czerwca 2011 roku do 8 stycznia 2012 roku emisja nie odbywała się z powodu leczenia Cháveza na Kubie.
Tematem programu każdorazowo były zagadnienia bieżącej polityki oraz prowadzone przez rząd programy społecznej (tzw. Misje, hiszp. Misiones). Pierwsza emisja talk show miała miejsce 23 maja 1999, około trzy miesiące po objęciu przez Cháveza urzędu prezydenckiego. W programie oprócz prezydenta brali obowiązkowo udział wszyscy członkowie rządu, którym Chávez zadaje pytania. Chávez wielokrotnie komentował w programie również bieżącą politykę zagraniczną Stanów Zjednoczonych. Każdy odcinek transmitowany był z innego miejsca w kraju.
Program Aló Presidente był inspiracją dla stworzenia podobnych talk show prowadzonych przez innych lewicowych prezydentów krajów latynoamerykańskich: prezydenta Boliwii Evo Moralesa i prezydenta Ekwadoru Rafaela Correę. Promował rewolucję boliwariańską, jednocześnie obwiniając Stany Zjednoczone za problemy ekonomiczne Wenezueli.